# La Raulito
La Raulito (Buenos Aires, 26 de juliol de 1933 - ibídem, 30 d'abril de 2008) era el pseudònim de María Esther Duffau, una cèlebre simpatitzant del club de futbol Boca Juniors.

## Biografia
Nascuda en el barri porteny de Villa Urquiza amb el nom de María Esther Duffau, La Raulito va ser una nena del carrer que va passar pel reformatori, la presó i el manicomi. Segons els seus propis relats "ningú em va fer de Boca, jo soleta ja sabia que aquests colors m'anaven a donar moltíssimes alegries". "La Raulito" va decidir adoptar la identitat d'home. Es va rapar el cabell i es va vestir d'home perquè la molestessin menys. Els seus constants canvis d'imatge cap a més difícil a les autoritats trobar-la cada vegada que tractaven de reingressar-la als correccionals.
Li agradava prendre cervesa, fumar i solia expressar-se amb un llenguatge “masculí”. Quan La Raulito no estava en el club, es guanyava la vida llustrant sabates i fent de canillita (repartidor de periòdics i revistes). Després de passar 30 anys a l'hospital Moyano, el govern de l'Argentina es va apiadar del seu cas i li va assignar un geriàtric.
sempre va tenir obertes les portes del geriàtric per a entrar i sortir del quan Boca Júniors jugués en La Bombonera i ella acudís a veure a l'equip dels seus amors. Fins i tot, li van obsequiar un televisor perquè pogués veure als ‘Xeneizes‘ quan per qüestions de salut no pogués anar a la pista.
La seva vida va ser portada al cinema en 1975, interpretada per Marilina Ross en el film La Raulito, dirigit per Lautaro Murúa, amb guió de Juan Carlos Gené i Martha Mercader.
Independentment d'això, la incursió de la Raulito en el món del cinema va començar des de molt abans, ja que en 1948 va actuar com a extra en una pel·lícula anomenada Pelota de Trapo. Posteriorment va ser protagonista en el documental Golpes Bajos, d'Emiliano Serra.
EAl desembre de 2006, La Raulito va rebre de Guillermo Barros Schelotto i Rodrigo Palacio, una escriptura de donació d'una part de terreny en el cementiri temàtic que té Boca Júniors, un lloc exclusiu per a seguidors de Boca que desitgin portar els seus colors fins a la tomba. Aquesta donació es va donar enmig d'una cerimònia en el complex de Casa Amarilla, quan l'entrenador de Boca Juniors era Ricardo LaVolpe, així mateix La Raulito va rebre la donació d'una cadira de rodes embolicada amb la bandera xeneize.
La Raulito tenia lliure accés a les pràctiques i als rostits del primer equip i sempre va rebre presents com les samarretes dels jugadors de totes les èpoques que va viure.
Les seves condicions de salut van començar a empitjorar des de desembre del 2007, després d'haver sofert una caiguda que li va produir trencament de maluc l'última vegada que va requerir sang va posar com a requisit que els donadors fossin seguidors de Boca.
Al moment de morir, el 30 d'abril de 2008, als 74 anys, vivia en l'asil de l'ex hospital Rawson. La causa de mort informada va ser una descompensació generalitzada. Durant el partit celebrat entre Boca Juniors i Cruzeiro Esporte Clube aquest mateix dia, els jugadors van guardar un minut de silenci per la seva defunció. Les seves restes han estat vetllats en l'hall central del estadi Alberto J. Armant (La Bombonera),
i van ser inhumats en un cementiri privat, tenint en compte que jugadors de l'equip de Boca Júniors van donar una parcel·la amb aquesta finalitat.